# Baden Powell (músico)
Baden Powell de Aquino (Varre-Sai, 6 de agosto de 1937 – Rio de Janeiro, 26 de setembro de 2000), mais conhecido por Baden Powell, foi um violonista e compositor brasileiro.
É considerado um dos maiores músicos brasileiros de sua época e um dos maiores violonistas de todos os tempos. Foi incluído na lista 30 maiores ícones brasileiros da guitarra e do violão (Categoria: "Mestres Acústicos") da revista Rolling Stone Brasil, em 2012.

## Biografia
Filho de Adelina Gonçalves de Aquino e do violinista, sapateiro e escoteiro Lilo de Aquino, nasceu no dia 6 de agosto de 1937 em Varre-Sai, Rio de Janeiro, se mudando para a cidade do Rio de Janeiro aos três meses de idade. Seu nome foi uma homenagem ao general britânico criador do escotismo Robert Stephenson Smyth Baden-Powell, de quem seu pai era fã. É irmão de Vera Gonçalves de Aquino, primo do violonista João de Aquino e pai do pianista e tecladista Philippe Baden Powell e do violonista Louis Marcel Powell (ambos nascidos na França).
Começou a tocar violão com sete anos, aprendendo com seu pai alguns acordes básicos. No ano seguinte, começou a ter aulas com Jayme Florence, o Meira, grande violonista integrante do Regional Benedito Lacerda. Aos 10, incentivado por seu mestre, se apresentou pela primeira vez no famoso programa de calouros da Rádio Nacional Papel Carbono, tocando "Magoado", de Dilermando Reis. Também por influência de seu professor Meira, conheceu os principais músicos de samba e choro da época, entre eles Donga, Ismael Silva e Pixinguinha. Posteriormente, se formou na Escola Nacional de Música do Rio de Janeiro.
Durante vários anos de sua adolescência, Baden se apresentou em bailes, casas noturnas e programas de rádio no Rio de Janeiro, tornando-se rapidamente um dos músicos mais requisitados em bandas e rodas de choro pela cidade.

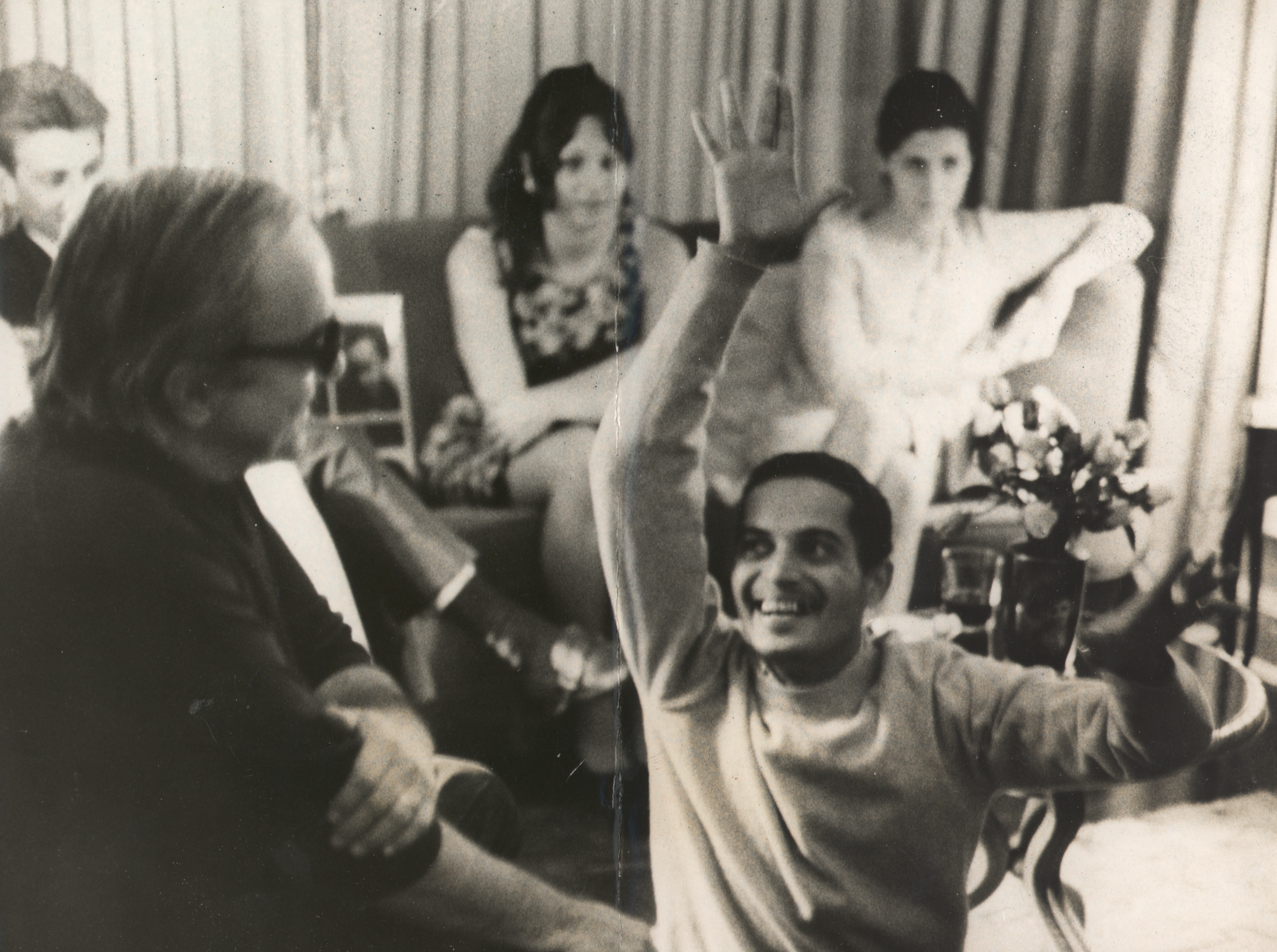
Baden Powell no Teatro da Praia, 1972.

Seu primeiro parceiro importante foi Billy Blanco, com quem compôs, por exemplo, a famosa música "Samba Triste", gravada pela primeira vez pela cantora Rosana Toledo. Mas sua parceria mais famosa foi a que construiu com Vinícius de Moraes. Juntos, eles compuseram dezenas de músicas, entre as quais, os aclamados afro-sambas.
Powell carregava consigo diversas influências musicais sem, no entanto, ficar marcado especialmente por nenhuma delas ao longo de sua carreira. Seu talento foi reconhecido internacionalmente. O violonista gravou parte de seus discos no exterior, em países como França, Alemanha e Japão.
Foi internado, em 22 de agosto de 2000, na Clínica Sorocaba, vítima de uma pneumonia bacteriana grave. Morreu em 26 de setembro de 2000, aos 63 anos, devido a uma infecção generalizada. Seu corpo foi velado na Câmara Municipal do Rio de Janeiro e enterrado no Cemitério de São João Batista.

## Cronologia
- 1937 — 6 de agosto, nascimento em Varre-Sai, à época distrito do município de Itaperuna, RJ.
- 1937 — Muda-se, aos três meses de idade, com a família para a cidade do Rio de Janeiro, morando no bairro de São Cristóvão.
- 1945 — Começa a ter aulas de violão com Jayme Florence, o Meira.
- 1947 — Participa do programa de calouros Papel Carbono, da Rádio Nacional.
- 1959 — Lança seu primeiro disco como solista: Apresentando Baden Powell e seu Violão.
- 1961 — Participa da trilha sonora do filme Bruma Seca, creditado como solista de violão.
- 1962 — Conhece Vinícius de Moraes.
- 1962 — Primeira viagem à Europa, onde, mais tarde, se tornaria um dos artistas brasileiros mais reconhecidos.
- 1964 — Morando em Paris, lança seu primeiro disco na Europa: Le Monde Musical de Baden Powell.
- 1966 — Lança o disco Os Afro-sambas com Vinícius de Moraes e Quarteto em Cy, aclamado por crítica e público.
- 1969 — Vence a I Bienal do Samba, com a música Lapinha, composta junto com Paulo César Pinheiro.
- 1994 — Apresenta-se na Sala Cecília Meireles, em julho na cidade do Rio de Janeiro, ao lado dos filhos Louis Marcel Powell, violonista, e Phillipe Baden Powell, pianista e tecladista. Esse concerto foi gravado em CD, com o título Baden Powell e Filhos.
- 2000 — 26 de setembro, Falecimento na cidade do Rio de Janeiro.

## Discografia
- 1959 — Apresentando Baden Powell e Seu Violão
- 1961 — Um Violão na Madrugada
- 1962 — Baden Powell (Compacto Duplo)
- 1962 — Baden Powell Swing With Jimmy Pratt
- 1963 — Baden Powell à Vontade
- 1964 — Le Monde Musical de Baden Powell (gravado na França)
- 1964 — Baden Powell et Ray Ventura (EP)
- 1964 — Vinícius e Caymmi no Zum Zum (participação ao lado de Vinícius de Moraes)
- 1965 — Billy Nencioli et Baden Powell
- 1966 — Baden Powell ao Vivo no Teatro Santa Rosa
- 1966 — Os Afro-sambas de Baden e Vinícius
- 1966 — Tempo Feliz
- 1966 — Tristeza on Guitar / Baden
- 1967 — Berlin Festival Guitar Workshop
- 1967 — Poema on Guitar
- 1968 — Show Recital: Baden, Marcia & Originais do Samba
- 1968 — 27 Horas de Estúdio / Aquarelles du Brésil
- 1969 — Le Monde Musical de Baden Powell — Vol. 2
- 1970 — Baden Powell Quartet Vol. 1
- 1970 — Baden Powell Quartet Vol. 2
- 1970 — Baden Powell Quartet Vol. 3
- 1970 — Canto on Guitar
- 1970 — Baden Powell (Single gravado no Japão)
- 1970 — Live in Japan / Face au Public (1972) / Gravado ao Vivo em Paris (1973)
- 1970 — Tristeza — Live 1970
- 1970 — Lotus
- 1970 — A Música de Baden Powell e Paulo César Pinheiro — Os Cantores de Lapinha
- 1971 — Baden Powell (disco sem título gravado na França)
- 1971 — Shiretokoryojou — Hanayome (gravado no Japão)
- 1971 — Baden Powell on Stage
- 1971 — Estudos
- 1971 — Images on Guitar / É de Lei
- 1971 — Solitude on Guitar
- 1971 — Grandezza on Guitar
- 1972 — L'ame de Baden Powell
- 1972 — L'art de Baden Powell
- 1972 — Le Genie de Baden Powell
- 1972 — Le Coeur de Baden Powell
- 1973 — Apaixonado
- 1974 — La Grande Reunion (com Stephane Grappelli)
- 1974 — La Grande Reunion — Vol.2 (com Stephane Grappelli)
- 1975 — Samba Triste
- 1975 — Mélancolie — Baden Powell + Cordes
- 1976 — Tristeza
- 1976 — Baden Powell Live al Teatro Sistina — Miti e Suone del Brasile
- 1977 — Baden Powell canta Vinícius de Moraes e Paulo César Pinheiro
- 1977 — Maria D'Apparecida chante Baden Powell
- 1979 — Grande Show ao Vivo (no Procópio Ferreira)
- 1980 — Nosso Baden
- 1980 — Simplesmente
- 1980 — De Baden para Vinícius
- 1982 — Live 1982
- 1982 — Felicidades / Felicidade / Live in Hamburg
- 1982 — Brani Rari e Inediti
- 1988 — Rio das Valsas
- 1990 — Afro-sambas (regravação com Quarteto em Cy)
- 1990 — Live at The Rio Jazz Club
- 1992 — The Frankfurt Opera Concert 1975
- 1992 — Live in Switzerland
- 1994 — Baden Powell e Filhos ao Vivo
- 1994 — De Rio a Paris — Decembre 94
- 1995 — Baden Powell & Filhos
- 1996 — Baden Powell a Paris
- 1995 — Live at Montreux Jazz Festival
- 1996 — Samba in Préludio — Quand tu t'en vas (com Benjamin Legrand e Philippe Baden Powell)
- 1998 — Suíte Afro-Consolação
- 1999 — Baden Powell de Aquino
- 1999 — Live a Bruxelles
- 2000 — Baden plays Vinicius
- 2000 — Live in Berlin
- 2000 — Lembranças
- 2000 — O Eterno Baden Powell
- 2000 — João Pernambuco e o Sertão
- 2015 — Toquinho e Baden Powell — 80 anos de Baden Powell
- 2015 — Remake e Regravação dos Afro-sambas — 80 anos de Baden Powell

## Videografia

### DVD
- Velho Amigo — O Universo Musical de Baden Powell (2003) — Documentário com direção de Jean-Claude Guiter.
- Baden Powell Live (2005) — Apresentação de 1999 no "Le Petit Journal" lançado por Fremeaux-Associes & G2.
- Programa Ensaio Baden Powell (2005) — TV Cultura-SP: entrevista e números musicais. Trama.
- Baden Powell Live in Berlin (2015) — Apresentação de 2000 lançada pela MPS.